# Smurf: Rescue in Gargamel's Castle
Smurf: Rescue in Gargamel's Castle, o in alcune edizioni solo Smurf, è un videogioco sviluppato e pubblicato dalla Coleco nel 1982 per ColecoVision e Atari 2600.
Il giocatore controlla un puffo che deve salvare Puffetta rapita da Gargamella, attraversando il villaggio dei Puffi, la foresta e una grotta sino a giungere al castello dello stregone. L'energia del personaggio controllato dal giocatore diminuisce man mano che passa il tempo e ogni livello è costellato da ostacoli da evitare o burroni da saltare. Nella modalità di gioco a difficoltà avanzata è possibile incappare anche in pipistrelli e ragni che il giocatore deve evitare.
Smurf: Rescue in Gargamel's Castle contiene un easter egg (o un errore di programmazione). Appena raggiunto la schermata in cui si trova Puffetta, il giocatore può tornare nella precedente schermata. Appena prima che lo schermo cambi, a Puffetta scompare il vestito, facendola apparire in topless. Due delle musiche di sottofondo del gioco sono Simple Gifts e il primo movimento della sesta sinfonia di Beethoven, la "Pastorale".